# Arocha rochai
Arocha rochai är en spindelart som beskrevs av Cândido Firmino de Mello-Leitão 1941. 
Arocha rochai ingår i släktet Arocha och familjen kaparspindlar. Inga underarter finns listade i Catalogue of Life.